# Miroslav Cerar
Miroslav Cerar, (Liubliana, 28 de outubro de 1939) foi um ginasta que competiu em provas de ginástica artística pela extinta Iugoslávia.
Cerar iniciou-se na modalidade artística competitiva aos dezenove anos, no Campeonato Mundial de Moscou, do qual saiu com sua primeira medalha internacional: o bronze no cavalo com alças. Dois anos mais tarde, competiu em sua primeira Olimpíada, na qual não subira ao pódio. Ao longo de sua carreira, Miroslav competiu em edições do Campeonato Europeu, do Campeonato Mundial e dos Jogos Olímpicos, bem como de encontros com outras nações, Copas do Mundo, Jogos do Mediterrâneo e Jogos Universitários.
Em seus maiores êxitos estão três medalhas olímpicas, entre as edições de Tóquio 1964 e Cidade do México 1968, incluído o bicampeonato no cavalo com alças; seis medalhas em edições mundiais, com quatro ouros e o tricampeonato do mesmo aparelho, e quinze conquistas em europeus, somando nove ouros e o bicampeonato em quatro das oito provas disputáveis: argolas, barras paralelas, concurso geral e cavalo com alças.
Por seus êxitos, é considerado um dos mais bem sucedidos ginastas da década de 1960, tendo recebido, inclusive, a Ordem Olímpica. Após aposentar-se, teve uma filha, Alenka, que exerce a mesma profissão do pai: advocacia. Além, Cerar é membro do Comitê Olímpico Esloveno. Em 1999, foi inserido no International Gymnastics Hall of Fame.